# Friedrich und Charlotte Merz-Stiftung für Bildung und Ausbildung
Die Friedrich und Charlotte-Merz Stiftung für Bildung und Ausbildung (kurz: Merz-Stiftung, Az.: 21.13.01-355) ist eine gemeinnützige Stiftung mit Sitz in Arnsberg im Regierungsbezirk Arnsberg.

## Gründung
Die Organisation wurde 2005 von dem CDU-Politiker und späteren Bundeskanzler Friedrich Merz und seiner Ehefrau, der Juristin Charlotte Merz, gegründet. Anlass war der 50. Geburtstag von Friedrich Merz, zu dem er anstelle von Geschenken um Zustiftungen für die Stiftung bat. Die offizielle Anerkennung durch die Stiftungsaufsicht erfolgte am 9. November 2005. Der Kapitalgrundstock betrug zunächst 10.000 Euro, 2016 erfolgte eine Zustiftung von 371.900 Euro.

## Zweck
Zweck der Stiftung ist die Förderung von Bildung, Ausbildung und Erziehung junger Menschen im Stadtgebiet Arnsberg. Gefördert werden sowohl Einzelpersonen als auch Institutionen, etwa durch Stipendien, Unterrichtsmaterialien, Bibliotheksprojekte, Bildungsreisen oder Auslandsaufenthalte. Sie soll insbesondere Schüler aus sozial schwachen Familien helfen und die Zahl der Sitzenbleiber verringern. Die Auswahl der Projekte erfolgt durch den ehrenamtlichen Stiftungsvorstand, dem die Stifter selbst angehören.
Schwerpunkt der Arbeit der Merz-Stiftung sind die etwa 30 Schulen in der Stadt Arnsberg, die besten Schüler werden von der Stiftung geehrt. Dies geschah unter anderem in den Jahren 2014, 2017, 2018, 2020, 2021, 2023 und 2024. Laut dem Kommunalpolitiker Jochem Hunecke seien bei der Auszeichnung der Schüler Charlotte und Friedrich Merz immer selbst anwesend.

## Leitung
Der Vorstand besteht aus Friedrich Merz, Charlotte Merz, Michael Timmermann und Cornelia Kaiser. Geschäftsführer ist Ilja Keller.